# Марфельд Роберт Робертович
Ро́берт Ро́бертович Ма́рфельд (1852–1921) — знаний російський архітектор, член Імператорської Академії мистецтв (1883), академік архітектури (1887), дійсний статський радник.

## Життєпис
Народився у 1852 році.
Навчався у Політехнікумі в Карлсруе та віденській Будівельній академії. У 1883 році був атестований Імператорською Академією мистецтв.
З 1887 року академік архітектури ІАМ. Займав пост архітектора Міністерства народної освіти. Автор книги «Побудова архітектурних перспектив».
З 1905 року в чині дійсного статського радника.
Працював у Санкт-Петербурзі, Баку, Томську, Поті, Калязіні, Іркутську.
Був також членом Товариства опіки над знедоленими дітьми (засноване 1898 року).
Помер 1921 року.

## Основні роботи
- Вірменська церква Святого Христа Всеспасителя у Батумі (1885)
- Музей антропології (1886)
- Пам'ятник робітникам Охтинського порохового заводу (1890)
- Храм Христа Спасителя у Бірках на місці аварії імператорського потяга (1891)
- Собор Успіння Пресвятої Богородиці на території Свято-Артемієвого Веркольського чоловічого монастиря у селі Веркола Пінезького району Архангельської області (1891–1897)
- Казенний винний завод та склад на Ватному острові в Санкт-Петербурзі (1894)
- Технологічний інститут у Томську (1896–1902)
- Погруддя Олександра II у Чернігові (1897)
- Погруддя Олександра III у Чернігові (1897)
- Олександро-Невський собор у Баку (1897)
- Замок Річарда "Левове серце" у Києві 1902-1904[1]
- Маріїнський дитячий притулок (1906)
- Пам'ятник жертвам замаху на П. А. Столипіна на Аптекарському острові в Санкт-Петербурзі (1908)
- Бібліотека Академії наук на Біржовій лінії в Санкт-Петербурзі (1913–1914 рр., завершена в 1920-х рр.)

## Курйоз
За деякими даними, проєкт знаменитого особняка «Замок Ричарда Левове Серце» в Києві (поч. XX століття) був викрадений з майстерні Р. Р. Марфельда. Офіційного підтвердження цієї версії поки що не знайдено, прізвище архітектора споруди лишається невідомим.